# تود فراي
تود فراي (بالإنجليزية: Tod Frye)‏ هو عالم حاسوب ومهندس ومبرمج أمريكي، ولد في 1955.

## وصلات خارجية
- تود فراي على موقع إن إن دي بي (الإنجليزية)